# A Broadway Cowboy
Pour les articles homonymes, voir Cowboy.
Pour plus de détails, voir Fiche technique et Distribution.
A Broadway Cowboy est un film américain réalisé par Joseph Franz, sorti en 1920.

## Synopsis
Betty Jordan tombe amoureuse de Burke Randolph en le voyant jouer à Broadway une pièce à succès « A Western Knight ». Lorsqu'elle retourne chez elle dans le Montana, le Shérif Sims découvre qu'elle a des photographies de Burke et en devient jaloux. Peu après, quand Sims apprend que la troupe de Burke est en tournée dans une ville voisine, il le fait arrêter. Burke s'évade mais est rattrapé par une patrouille. Juste au moment où il allait être lynché, Betty arrive à cheval et coupe la corde à laquelle pendait Burke, rejouant en fait une des scènes du show de Broadway. Plus tard, Burke capture une bande de pilleurs de banque, et le shérif relâche Burke, qui devient le héros de la ville et épouse Betty.

## Fiche technique
- Titre original : A Broadway Cowboy
- Réalisation : Joseph Franz
- Scénario : George H. Plympton, d'après la nouvelle The Man from Make Believe de Byron Morgan
- Photographie : Harry W. Gerstad
- Production : Jesse D. Hampton
- Société de production : Jesse D. Hampton Productions
- Société de distribution : Pathé Exchange
- Pays d'origine :  États-Unis
- Langue originale : anglais
- Format : noir et blanc — 35 mm — 1,37:1 — Film muet
- Genre : Western
- Durée : 5 bobines -
- Dates de sortie :  États-Unis : 4 juillet 1920

## Distribution
- William Desmond : Burke Randolph
- Betty Francisco : Betty Jordan
- Thomas Delmar : Shérif Pat McCann
- Clark Comstock : Shérif Sims
- J. P. Lockney : Colonel Jordan
- Paddy McGuire : un prisonnier évadé
- Evelyn Selbie : Miss Howell